# H. Cuellar Estates
H. Cuellar Estates – jednostka osadnicza w Stanach Zjednoczonych, w stanie Teksas, w hrabstwie Starr.